# 关震
关震（1985年2月6日—），出生于天津，是一名退役中国足球运动员，司职守门员。

## 职业生涯

### 青年队
- 青少年时代进入中国著名青训俱乐部火车头。
- 2000年与杨程、吴泽、万程、杨增奇、刘剑、李丹、苑维玮、张金共九名球员转会到山东鲁能泰山，进入鲁能足校。

### 俱乐部
- 2003年进入山东鲁能泰山一线队，并在当年的甲A联赛中登场，一度成为最年轻的门将。
- 2006年租借至中甲成都谢菲联一年。
- 2008年转会至中甲江苏舜天，帮助球队冲超成功。
- 2015年转会至石家庄永昌。
- 2016年中超联赛第８轮，主场的石家庄永昌以1-2不敌上海上港，这场比赛也是关震的第100场顶级联赛，关震凭借着点球建功帮助球队首开纪录，打进个人首个进球，同时本赛季点球将由关震主罚，直至罚失。
- 2017年2月石家庄永昌官方宣布关震正式转会到深圳佳兆业，关震与深圳队签订五年长约。
- 2020年12月深圳足俱乐部任命一线队守门员助理教练关震兼任青训部守门员技术顾问，负责俱乐部精英队和青训梯队后备守门员的考察、推荐与选拔。

### 国家队
- 曾先后入选中国国少队和中国国青队，一度担任主力门将，2005年荷兰世青赛前期因受伤而错过该项赛事。2009年曾入选国家队。